# Oidiphorus mcallisteri
Oidiphorus mcallisteri és una espècie de peix de la família dels zoàrcids i de l'ordre dels perciformes.

## Morfologia
- Els mascles poden assolir 11,1 cm de longitud total.[4][5]

## Hàbitat
És un peix marí i d'aigües profundes que viu entre 1.299-3.038 m de fondària.

## Distribució geogràfica
Es troba a la Mar de Scotia davant les costes de Geòrgia del Sud.

## Observacions
És inofensiu per als humans.